# Heinz Sielmann Stiftung

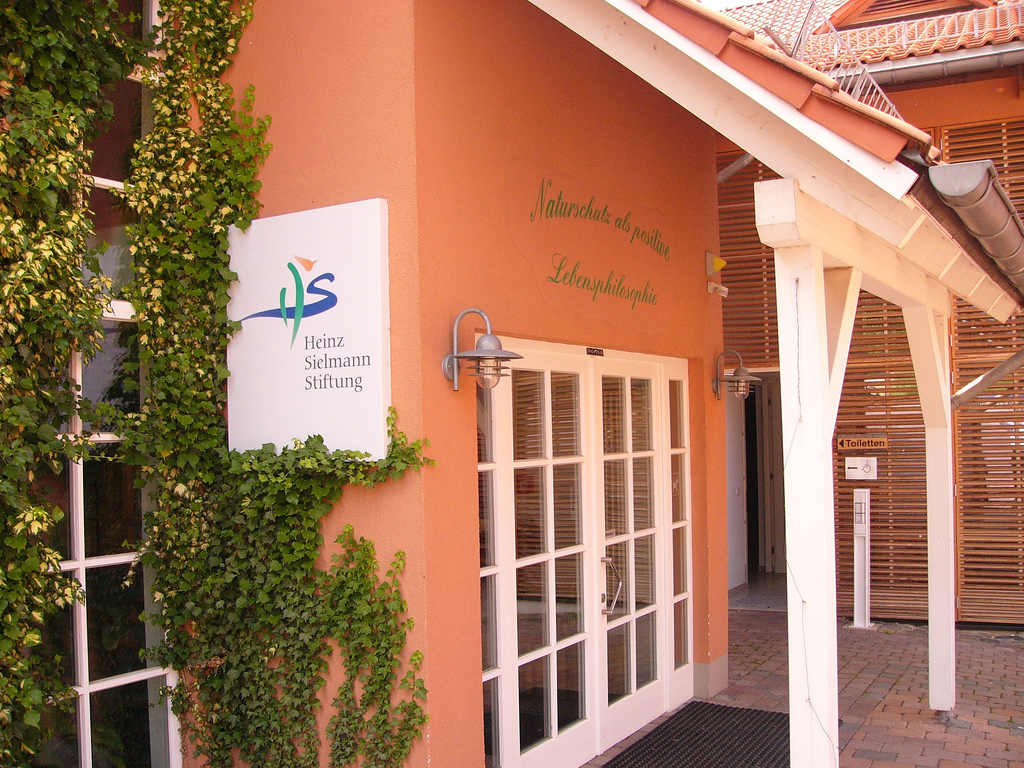
Eingang der Stiftungszentrale auf Gut Herbigshagen mit Logo und Leitspruch

Die Heinz Sielmann Stiftung wurde 1994 von Heinz Sielmann und seiner Frau Inge Sielmann als Stiftung bürgerlichen Rechts unter dem Leitsatz „Naturschutz als positive Lebensphilosophie“ gegründet. Der Sitz der Stiftung befindet sich auf Gut Herbigshagen im niedersächsischen Duderstadt in Deutschland.

## Stiftungsorgane
Die Stiftung hat zwei Stiftungsorgane, den Stiftungsrat und den Stiftungsvorstand.
Inge Sielmann († 25. März 2019 in München) war zuletzt Ehrenvorsitzende des Stiftungsrats.
Der Stiftungsrat besteht aus dem ehemaligen Generalsekretär der Deutschen Bundesstiftung Umwelt Fritz Brickwedde (Vorsitzender), dem Duderstädter Bürgermeister (a. D.) Wolfgang Nolte (stellvertretender Vorsitzender), dem Vogelkundler Peter Berthold, dem ehemaligen Präsidenten des brandenburgischen Landesamtes für Ländliche Entwicklung, Landwirtschaft und Flurneuordnung Matthias Freude, Bernhard von Baden, dem Dokumentarfilmer Jan Haft, dem Forstwissenschaftler Volker Zahner, Andrea Möller und Tanja Traupe.
Am 1. Januar 2019 wurde der damalige Vorstand (Michael Beier) um Carolin Ruh als Vorstandsmitglied erweitert.

## Ziele
Die Stiftung verfolgt unter dem Leitsatz „Vielfalt ist unsere Natur“ vier Ziele:
- Menschen, vor allem Kinder und Jugendliche, durch persönliches Erleben an einen positiven Umgang mit der Natur heranführen.
- Letzte Refugien für seltene Tier- und Pflanzenarten erhalten.
- Die Öffentlichkeit für die Natur und deren Schutz sensibilisieren.
- Das Heinz-Sielmann-Archiv des Naturfilms wahren.

Die Stiftung verfolgt damit ausschließlich gemeinnützige Zwecke. Sie betreibt und unterstützt eine Vielzahl von Biotop- und Artenschutz-Projekten in ganz Deutschland. Sie erwirbt auch selbst große Landflächen, um sie dauerhaft für den Naturschutz zu erhalten und dort die Artenvielfalt zu sichern. Sie betreibt drei Natur-Erlebniszentren (Gut Herbigshagen, Döberitzer Heide und Wanninchen) mit jeweils eigener Ausstellung zur umliegenden Naturlandschaft bzw. zum Thema Biodiversität. Des Weiteren werden eine Vielzahl an Naturerlebnis- und Umweltbildungsveranstaltungen angeboten, die sich am Konzept der Bildung für nachhaltige Entwicklung (BNE) orientieren. Außerdem arbeitete sie in der Vergangenheit mit Partnern im Ausland zusammen.

## Finanzierung und Transparenz
Die Stiftung finanziert sich zum Großteil aus Spendenbeiträgen. Weitere finanzielle Mittel der Stiftung stellen Erträge aus dem Stiftungskapital, Zustiftungen, Legate, Zuschüsse und Bußgelder dar.
Die Heinz Sielmann Stiftung erfüllt dauerhaft die Selbstverpflichtungen des Deutschen Spendenrates und der Initiative Transparente Zivilgesellschaft. Seit Juni 2018 hat die Heinz Sielmann Stiftung die Leitlinien für die Vergabe des DZI-Spenden-Siegels als Grundlage ihrer Arbeit anerkannt. Sie ist dadurch berechtigt, das DZI-Siegel zu führen. Seit November 2018 ist sie zudem Trägerin des Spendensiegels des Deutschen Zentralinstituts für soziale Fragen (DZI) und somit als förderungswürdig ausgezeichnet.

## Förderung
Zum Schutz der Natur und Umwelt, insbesondere zur Erhaltung der Vielfalt von Fauna und Flora, ist die Stiftung auch als Förderinstitution tätig. Sie fördert Projekte außerhalb staatlicher Programme in der Bundesrepublik Deutschland. Wenn ein unmittelbarer Bezug des Projektgegenstandes oder -inhaltes auf Natur- und Umweltthemen im Inland besteht, kann die Heinz Sielmann Stiftung in Einzelfällen auch Projekte außerhalb der Bundesrepublik Deutschland fördern, die der Abgabenordnung entsprechen. Die Förderung kann je nach Projekt in Form einer Gesamt- oder Anteilsfinanzierung erfolgen.

## Stiftungssitz und Natur-Erlebniszentrum Gut Herbigshagen
Am Rande des Harzes und in der Nähe von Duderstadt im südniedersächsischen Eichsfeld gelegen, ist Gut Herbigshagen der Stiftungssitz der Heinz Sielmann Stiftung. Sie pachtete 1996 zunächst das Gut von der Stadt Duderstadt, bevor sie es 2003 erwarb. Das Gut ist als Regionales Umweltbildungszentrum (RUZ) des Landes Niedersachsen ein wichtiger außerschulischer Lernort für Schulklassen.
Streuobstwiesen, Schulbauernhof, KiKA Baumhaus, Bauerngarten, Bienenhaus, Damwildgehege und der Bioland-Bauernhof mit bedrohten Nutztierrassen sind nur ein Teil der Angebote. Neben vielen anderen Veranstaltungen findet jedes Jahr am Ostermontag auf dem Gut der Kräutermarkt statt und ein Weihnachtsmarkt am 1. Advent.
Das Natur-Erlebnishaus wurde 2019 neu eröffnet. Die Ausstellung „Vielfalt braucht Vielfalt“ zeigt dem Besucher anhand von Mosaikklappen und einer Medieninstallation die komplexen Wechselbeziehungen der Natur. Dank zahlreicher hinterleuchteter Filmstreifen taucht man in der Ausstellung „Heinz Sielmann: Ein Leben wie im Film“ in das Leben des bekannten Tierfilmers ein. In einem separaten Kinoraum werden seine Klassiker und Auszeichnungen gezeigt.
Am Nordrand des Gutsgeländes steht die Franz-von-Assisi-Kapelle, in der 2006 die Urne des Stiftungsgründers Heinz Sielmann und 2019 die seiner Ehefrau Inge beigesetzt wurden.

## Natur-Erlebniszentrum Döberitzer Heide
Im März 2024 eröffnete die Heinz Sielmann Stiftung ihr drittes Natur-Erlebniszentrum in der Döberitzer Heide. In einer multimedialen Ausstellung erfahren Besuchende vieles über die reiche Artenvielfalt der Döberitzer Heide. Infotafeln, hochaufgelöste Naturfilme, lebensgroße Exponate von Wisent, Przewalski-Pferd, Rothirsch und Wolf sowie ein interaktives Quiz und eine VR-Brille laden zum Erkunden der Döberitzer Heide aus einer völlig neuen Perspektive ein.

## Natur-Erlebniszentrum Wanninchen
Im Naturpark Niederlausitzer Landrücken liegt Sielmanns Naturlandschaft Wanninchen. Seit dem Ende des Kohleabbaus 1991 entwickelte sich hier eine reizvolle, vielfältige Landschaft mit Wäldern, Seen, Dünen und Heideflächen. Die Heinz Sielmann Stiftung erwarb hier seit dem Jahr 2000 über 3.300 Hektar Fläche.

## Projekte (Auswahl)
- Projekt Mittelelbe-Schwarze Elster: Schutz von Elbe und Elbaue bei Lutherstadt Wittenberg (Sachsen-Anhalt)
- Schutz von Trockenrasen und Fließgewässern, Kuppenrhön (Thüringen)[21]
- Quellschutz im Ampertal (Landkreis Freising, Bayern)[22]
- Trägerin der Ökologischen Station Hildesheim (ÖSHI) (Niedersachsen). Die Station wird in enger Zusammenarbeit mit der Paul-Feindt-Stiftung, dem Landkreis und der Stadt Hildesheim betrieben.[23]
- Wildbienen in Schulwäldern (Niedersachsen)[24]
- Wiederansiedlung des Habichtskauzes im Naturpark Steinwald (Bayern)[25][26]
- Internationales Naturfilmfestival Green Screen (Eckernförde, Schleswig-Holstein)[27]
- Vogelpflegestation im Wildpark Eekholt (Schleswig-Holstein)[28][29]
- Erforschung und Raumnutzung von Wisent und Przewalski-Pferd in der Döberitzer Heide (Brandenburg)[30]
- Kreuzotter-Schutz in der Schorfheide[31]

### Naturlandschaften und Biotopverbünde in Deutschland
Die Stiftung erhält Naturlandschaften und entwickelt Biotopverbünde, um Lebensräume für bedrohte Tier- und Pflanzenarten zu bewahren:
- Sielmanns Naturlandschaft Döberitzer Heide,[33] Brandenburg
- Sielmanns Naturlandschaft Wanninchen,[34] Brandenburg
- Sielmanns Naturlandschaft Groß Schauener Seen,[35] Brandenburg
- Sielmanns Naturlandschaft Kyritz-Ruppiner Heide,[36][37] Brandenburg
- Sielmanns Naturlandschaft Tangersdorfer Heide,[38] Brandenburg

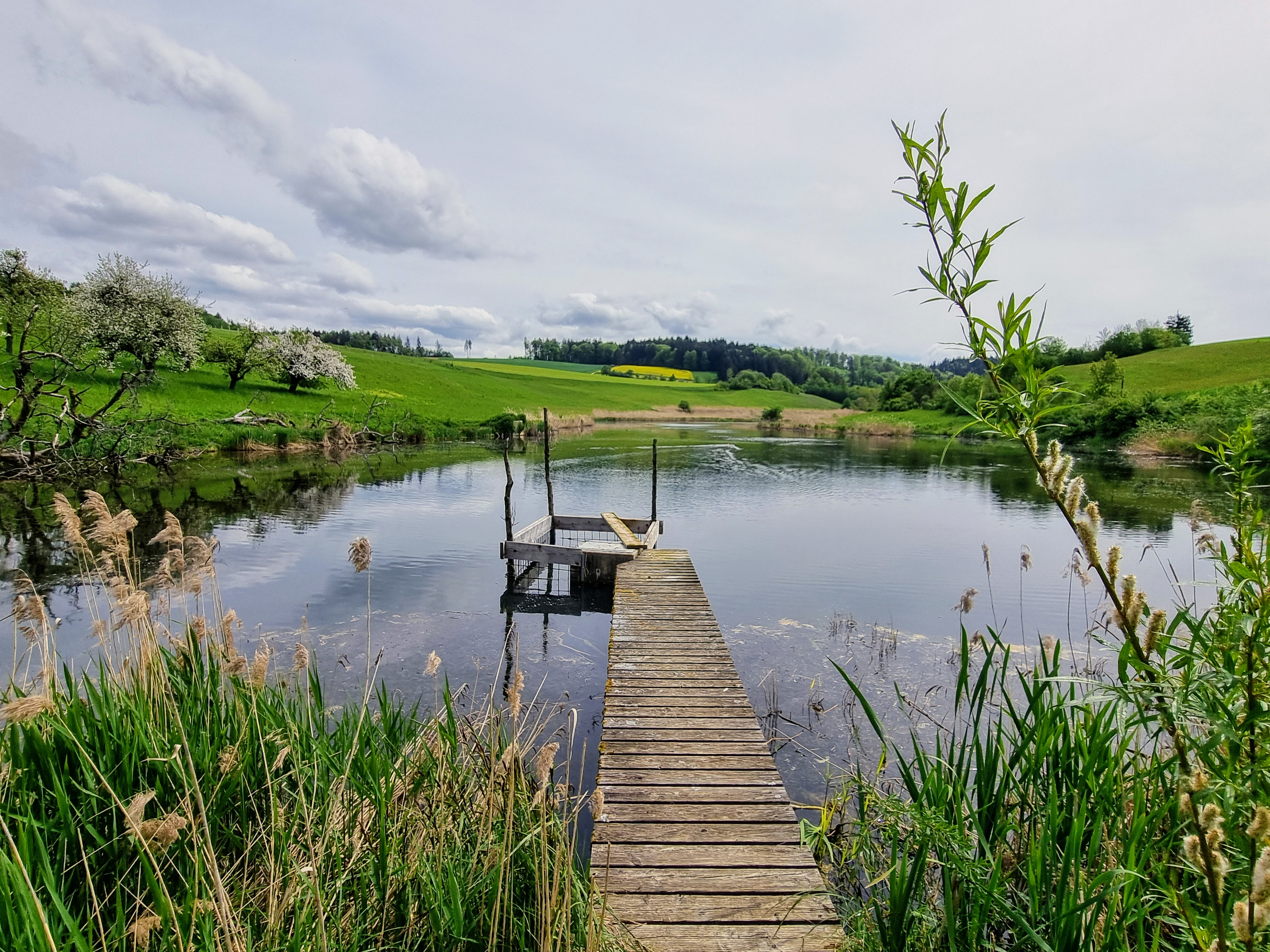
Inge-Sielmann-Weiher bei Überlingen-Walpertsweiler

- Sielmanns Biotopverbund Bodensee,[39] Baden-Württemberg
- Sielmanns Biotopverbund Nettetal (bei Seesen),[40] Niedersachsen
- Sielmanns Biotopverbund und Naturschutzgroßprojekt grünes Band Eichsfeld-Werratal,[41][42][43] Thüringen, Niedersachsen, Hessen
- Sielmanns Biotopverbund Ravensburg,[44][45][46] Baden-Württemberg
- Waldbiotop Schwäbische Alb,[47] Baden-Württemberg

### Internationales Engagement
- in Rybatschi, Russland: Unterstützung der Vogelwarte Rossitten, sie ist die älteste Vogelwarte der Welt.[48]
- Umsetzung der Agenda 2030: siebzehn globale Ziele für eine nachhaltige Entwicklung erreichen[49]
- die Stiftung ist Mitglied in der F20 Stiftungsplattform, einer Allianz von mehr als 45 Stiftungen aus der ganzen Welt für mehr Klimaschutz und eine globale Energiewende[49]

## Auszeichnungen
Die Stiftung vergibt zahlreiche Auszeichnungen:
- Heinz Sielmann Ehrenpreis – Er wird seit 1994 an Einzelpersonen, öffentliche Institutionen, Forschungseinrichtungen oder Unternehmen verliehen, die sich um den Naturschutz und den Erhalt der Artenvielfalt verdient gemacht haben.[50][51] Die Preisträger erhalten eine bronzene Fischotterskulptur und 10.000 Euro Preisgeld.[51] 2017 ging der Ehrenpreis an die Landräte Lothar Wölfle und Frank Hämmerle,[52] 2019 an den Moderator Dirk Steffens.[53] 2021 ging der Preis an Wissenschaftler und Mitglied des Weltbiodiversitätsrats Josef Settele.[54] 2023 erhielten den Ehrenpreis Tierärztin und Buchautorin Anita Idel und die Geschäftsführerin der Andechser Molkerei Scheitz GmbH, Barbara Scheitz.[55]
- Deutscher Biodiversitätspreis – Er wird seit 2014 im zweijährigen Rhythmus Personen und Institutionen verliehen, die mit einem besonderen Engagement für die biologische Vielfalt auf sich aufmerksam gemacht haben und ist mit 10.000 Euro Preisgeld dotiert. Bisherige Preisträger waren Jan Haft (2014),[56] Peter Wohlleben (2016),[57] der Entomologische Verein Krefeld (2018),[58] die Landschaftsökologen Alois Kapfer (Tuttlingen) und Herbert Nickel (Göttingen).[59] und Agnes Becker und Bundestagsabgeordneter Josef Göppel (2022)[60]
- Heinz Sielmann Filmpreis – Naturfilmpreis mit 7.500 Euro Preisgeld (vormals 5.000 Euro).[61][62] Der Preis wird jährlich im Rahmen des Naturfilmfestivals Green Screen verliehen.
- Heinz Sielmann Jugendfilmpreis[63] (früher: CAMäleon Jugendfilmpreis) – Er wird jährlich im Rahmen des Internationalen Naturfilmfestivals Green Screen in Eckernförde für besondere filmische Leistungen an Kinder und Jugendliche verliehen.

## Mitgliedschaften
(Auswahl)
- Bundesverband Deutscher Stiftungen
- Deutscher Naturschutzring
- Deutscher Spendenrat e. V.
- Stiftungsplattform F20
- Nationales Netzwerk Natur
- Regionales Umweltbildungszentrum (RUZ) des Landes Niedersachsen
- Regionaler Erzeugerverband Südniedersachsen e. V.
- Waldbesitzerverband Brandenburg e. V.
- WirtschaftsForum Brandenburg e. V.
- 'Biodiversity in Good Company' Initiative e. V.
- Natur-Netz Niedersachsen
- Initiative Wildnis in Deutschland[65]
- Initiative „Mein Erbe tut Gutes“[66]